# Nova Esperança (Timóteo)
Nova Esperança é um bairro do município brasileiro de Timóteo, no interior do estado de Minas Gerais. Localiza-se no distrito-sede, estando situado na Regional Leste. Segundo o censo demográfico de 2022, realizado pelo Instituto Brasileiro de Geografia e Estatística (IBGE), sua população era de 817 habitantes e havia 281 domicílios particulares permanentes ocupados.
De acordo com o IBGE, em 2010 a população era de 673 habitantes e havia 211 domicílios particulares.

## História e descrição
O bairro surgiu na década de 1970, tendo se consolidado através de ocupações irregulares nas margens do anel viário da BR-381, em seu trecho que passa por Timóteo. Outros delimitadores de seu crescimento foram o rio Piracicaba e o relevo em morros, com presença considerável de moradias em áreas de risco. A Estrada de Ferro Vitória a Minas (EFVM) também passa pelo bairro.
O anel viário da BR-381, aberto em 2005, foi o responsável por dividir o bairro ao meio, sem que fosse construída uma passarela. Essa situação isolou o Nova Esperança do bairro vizinho Alegre, forçando os moradores a fazerem travessias perigosas de um lado para o outro. Por causa disso, manifestações com o fechamento da rodovia chegaram a ser realizadas pela comunidade.
As obras do anel viário não incluíram uma entrada direta para a cidade de Timóteo, o que fez com que acessos clandestinos fossem abertos para uso de grande parte do município, inclusive no Nova Esperança. Essa situação aumentou o tráfego de veículos na entrada do bairro de forma descontrolada, além de provocar acidentes. Segundo o IBGE, sua área é considerada como favela e comunidade urbana.